# ریچارد هوهانیسیان
ریچارد گاسپاری هوهانیسیان (به ارمنی: Ռիչարդ Գասպարի Հովհաննիսյան)؛ (به انگلیسی: Richard G. Hovannisian)؛ (متولد ۹ نوامبر ۱۹۳۲ - درگذشته ۱۰ ژوئیه ۲۰۲۳) تاریخ‌دان و مورخ آمریکایی ارمنی‌تبار بود.
زمینه کاری او تاریخ مدرن ارمنستان و ارامنه است.
او مدرک فوق لیسانس خود را در سال ۱۹۵۸ از دانشگاه کالیفرنیا، برکلی و مدرک دکترایش را در سال ۱۹۶۶ از دانشگاه کالیفرنیا، لس‌آنجلس دریافت کرده است.

## دیدگاه‌های سیاسی
هوهانیسیان در گفت و گویی در سال ۲۰۰۶ از دولت ارمنستان و رئیس‌جمهور وقت ارمنستان رابرت کوچاریان به دلیل هویت اقتدارگرایانه اش انتقاد نمود و بعد از آن در ادامه سخنانش افزود: ارمنستان "نباید به یک کشور مغلوب شده تبدیل گردد.

## درگذشت
وی در ۱۰ ژوئیه ۲۰۲۳ در سن ۹۰ سالگی در بیمارستان یوسی‌ال‌ای درگذشت.

## آثار
- The Republic of Armenia, Volume 1 (1971) and Volume II (1982), Vols. III & IV (1996) U.C. Press
- The Armenian Holocaust, Cambridge, Massachusetts, Armenian Heritage Press (1980)
- The Armenian People from Ancient to Modern Times, 2 vols. New York: St. Martin's Press, 1997
- Remembrance and Denial: The Case of the Armenian Genocide. Detroit: Wayne State University Press, 1998
- Persian Presence In The Islamic World. Cambridge University Press, 1998. ISBN 0-521-59185-6.